# 1035
| Calendário gregoriano                                                        | 1035 MXXXV                                             |
| Ab urbe condita                                                              | 1788                                                   |
| Calendário arménio                                                           | 484 – 485                                              |
| Calendário bahá'í                                                            | -809 – -808                                            |
| Calendário budista                                                           | 1579                                                   |
| Calendário chinês                                                            | 3731 – 3732 Início a 10 de fevereiro (aproximadamente) |
| Calendário copta                                                             | 751 – 752                                              |
| Calendário etíope                                                            | 1027 – 1028                                            |
| Calendários hindus - Vikram Samvat - Calendário nacional indiano - Cáli Iuga | 1090 – 1091 956 – 957 4135 – 4136                      |
| Calendário Holoceno                                                          | 11035                                                  |
| Calendário islâmico                                                          | 426 – 427                                              |
| Calendário judaico                                                           | 4795 – 4796                                            |
| Calendário persa                                                             | 413 – 414                                              |
| Calendário rúnico                                                            | 1285                                                   |
| Calendário solar tailandês                                                   | 1578                                                   |

1035 (MXXXV, na numeração romana) foi um ano comum do século XI do Calendário Juliano, da Era de Cristo, e a sua letra dominical foi E (52 semanas), teve início a uma quarta-feira, terminou também a uma quarta-feira.
No território que viria a ser o reino de Portugal estava em vigor a Era de César que já contava 1073 anos.
| Ano completo                        |
| ----------------------------------- |
| Ano comum com início à quarta-feira |

## Eventos
- Guilherme, futuro rei de Inglaterra torna-se Duque da Normandia.
- Bermudo III, em território português, derrota os muçulmanos em Cesar, terra de Santa Maria da Feira, vindo a morrer em 1038 em Toledo.
- Fernando I, o Grande, coroado rei de Castela.
- Haroldo I coroado rei de Inglaterra.

## Nascimentos
- Henrique de Borgonha, herdeiro do Ducado de Borgonha e avô de D. Afonso Henriques de Portugal.
- Roberto I da Flandres, conde da Flandres m. 1093.

## Mortes
- 18 de Outubro - Sancho Garcês, rei dos reinos de  Navarra e Castela e conde de Aragão.
- 12 de Novembro - Rei Canuto, o Grande da Dinamarca, Inglaterra e Noruega.
- 26 de Maio - Berengário Raimundo "O Curvo", conde de Barcelona, de Ausona e de Girona, nasceu em 995.
- 3 de Julho - Roberto I da Normandia n. 1010, Duque de Normandia.
- data desconhecida - Tróndur í Gøtu, chefe viquingue das Ilhas Feroé, nasceu em 945.